# Oerengoj (gasveld)
Het gasveld Oerengoj is na het gasveld South Pars in Asalouyeh (Iran) het grootste gasveld ter wereld met meer dan 280 biljoen m³ (of 280 TCF) aan aardgasvoorraden. Het ligt in het autonome district Jamalië (Jamalo-Nenetsië) in oblast Tjoemen, iets ten zuiden van de Noordpoolcirkel.
Het gasveld werd ontdekt in juni 1966 (eerste boorgat op 6 juli 1966). De aardgaswinning begon in 1978. Op 15 februari 1981 was de eerste 100 miljard m³ geproduceerd. Vanaf januari 1984 werd er gas van Oerengoj naar West-Europa geëxporteerd. Momenteel levert het veld 200 miljard m³ gas per jaar.
Het veld wordt geëxploiteerd door Oerengojgazprom, een dochteronderneming van Gazprom.
In de buurt van het veld ligt de gasstad Novy Oerengoj met 94.456 inwoners (2002).